# کایری هارایاما
کایری هارایاما (ژاپنی: 原山 海里؛ زادهٔ ۱ نوامبر ۱۹۹۷) یک بازیکن فوتبال اهل ژاپن است.
از باشگاه‌هایی که در آن بازی کرده‌است می‌توان به باشگاه فوتبال ایواته گرولا موریوکا اشاره کرد.